# Blériot XI
El Blériot XI fue un monoplano creado por Louis Blériot en 1908 y el primer avión en cruzar el Canal de la Mancha. También fue usado en misiones militares, primero por los italianos en Libia y posteriormente en los inicios de la I Guerra Mundial.

## Diseño y desarrollo

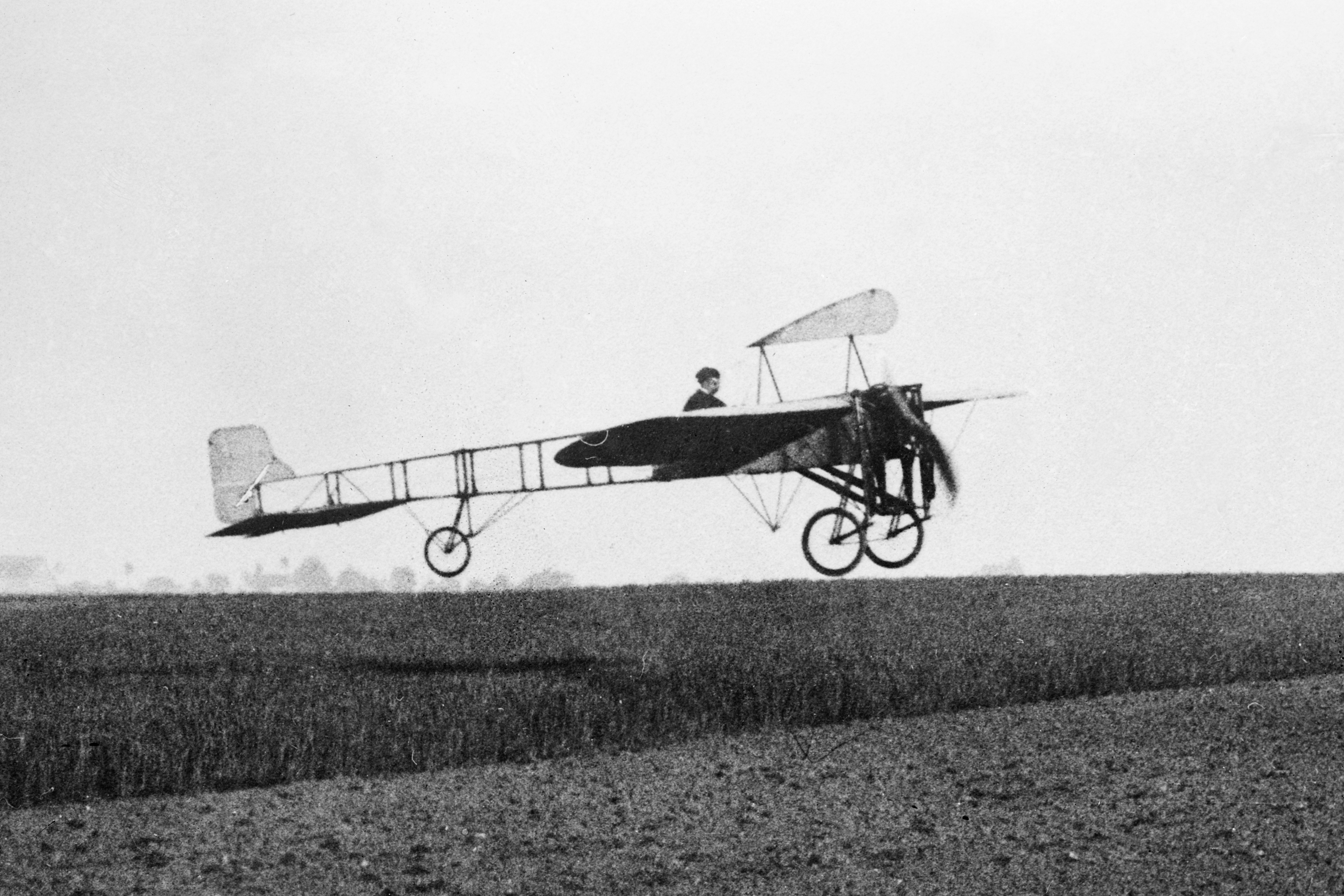
Louis Blériot en vuelo sobre campo

El Blériot XI era un avión monoplano, monomotor, monoplaza, construido en madera de fresno, cañas de bambú y tubos de acero, contando con unos cuantos lienzos de tela engomada como revestimiento principal.
El primer aparato fue construido en Neuilly (en las afueras de París) a finales de 1908, y fue expuesto en la "Exposition Intérnationale de la Locomotion Aérienne" en diciembre de ese año. Realizó su  primer vuelo en Issy-les-Moulineaux el 23 de febrero de 1909, equipado con un motor R.E.P. de 28 cv. El primer avión se distinguía por una deriva auxiliar, vertical y fija, colocada sobre la proa del fuselaje; sin embargo pronto fue eliminada, dada su completa ineficacia. Antes de que el aparato volviera a volar, el 27 de mayo del mismo año el motor fue reemplazado por un Anzani de 25 cv que propulsaba una eficaz hélice Chauvière.

## Historia operacional

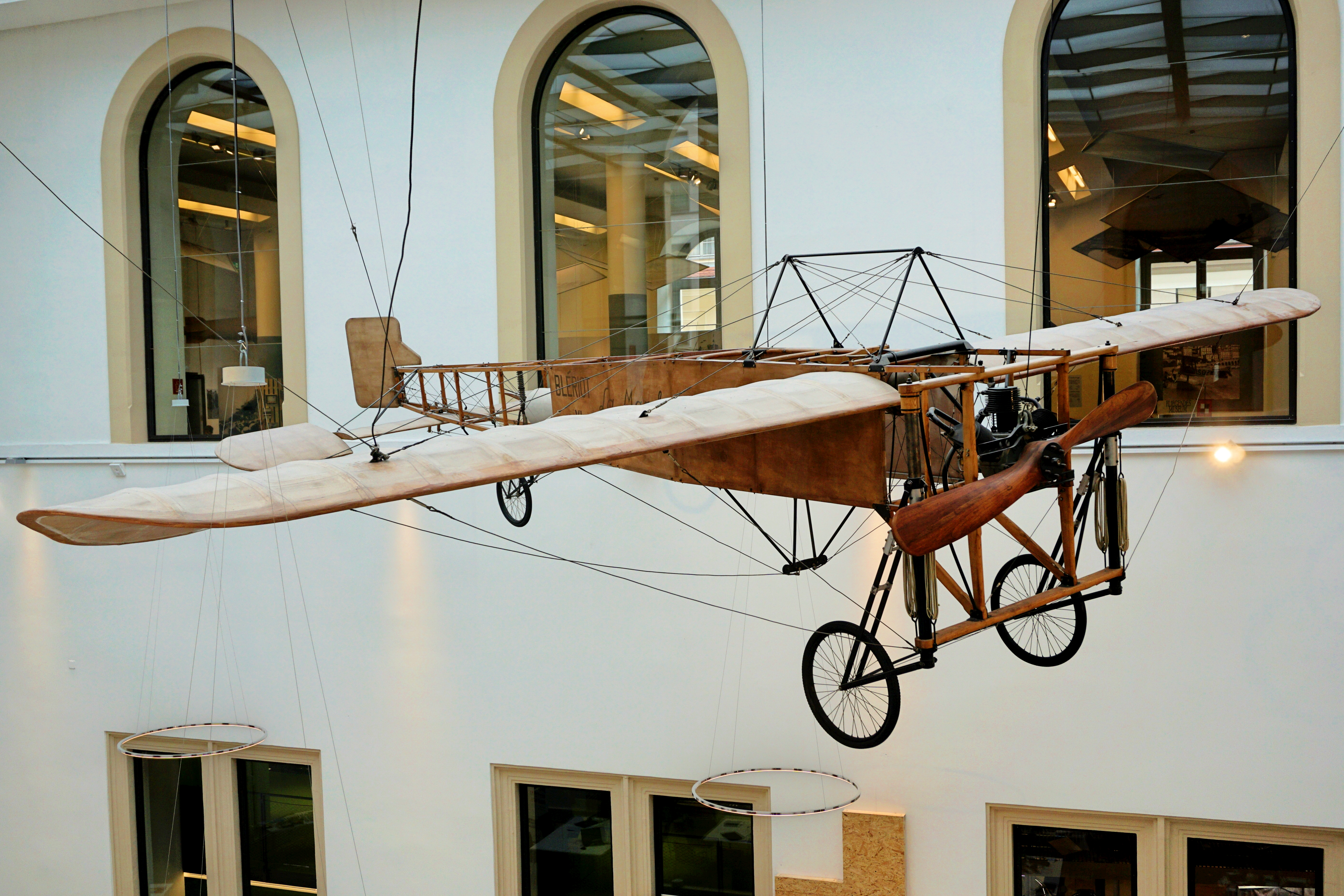
Blériot XI (Museo del transporte. Dresde, Alemania)

El 26 de junio de 1909, Blériot hizo solamente una prueba con estas modificaciones y estableció un nuevo récord europeo de permanencia en vuelo, con 36 min 55 s, y el 13 de julio ganaba un premio de cross-country. 

### El cruce del Canal de la Mancha
Habiendo adquirido confianza y como el motor funcionó bien, de inmediato se trasladó a Calais para tratar de ganar la carrera pues Hubert Latham, que había fracasado ya en dos ocasiones, se preparaba para la tercera; además entre otras cosas, Blériot necesitaba sanear sus finanzas, afectadas por años de dedicación al diseño y construcción de su avión.
En el verano de 1909 hay dos pilotos dispuestos a ganar el premio: Latham, con un Antoinette de Lavavasseur, y Louis Blériot, con el avión construido por él mismo. Cuando Blériot tuvo terminado su avión Blériot XI, se puso en contacto con Alessandro Anzani para que en su fábrica le hiciera un motor que resistiera sin contratiempos los 45 minutos de vuelo que serían necesarios para cruzar el Canal. Anzani pasó el encargo a su jefe de talleres, Francisco Santarini, quien diseñó un nuevo motor que reunía las exigencias fundamentales de Blériot: potencia y enfriamiento suficiente para resistir el vuelo. El motor era de tres cilindros en lugar de los dos habituales de entonces, y desarrollaba una potencia de 25 cv. Como se calentaba demasiado al poco tiempo de estar funcionando, Santarini hizo varias perforaciones en las paredes de los cilindros lo más cerca posible al punto más bajo del movimiento del pistón y también mejoró el escape.
A las 4:41 de la mañana del 25 de julio de 1909, Blériot despegó desde un campo cercano a Calais y, después de un vuelo en el que mantuvo una altura media de 100 metros, aterrizó en los acantilados de Dover Castle a las 5:17. Además de cobrar el premio de 1000 libras, se hizo famoso a ambos lados del Canal, y pronto recibió multitud de pedidos de ejemplares del Blériot XI. Comenzada la producción en serie, desde el primer momento tuvo que acudir a la ayuda de subcontratistas.

### La Travesía de los Alpes
El 23 de septiembre de 1910 dada las capacidades de esta nave, el piloto peruano-francés Jorge Chávez logra cruzar por primera vez los Alpes desde Suiza (Briga) hasta Italia (Domodossola). Al aproximarse para  aterrizar en Domodossola y debido a una violenta maniobra, se rompen las alas del Blériot, cayendo desde una altura de 10 metros. Jorge Chávez es retirado del avión con fracturas en las piernas y lesiones internas que al final provocaron su muerte el día 27 de septiembre. Antes de morir repitió su famosa frase que sirve de inspiración a todos los aviadores peruanos:¡Arriba, siempre arriba!
Entre 1909 y 1912, casi todas las competiciones europeas de aviación tuvieron un Blériot XI entre los ganadores, y el tipo fue pilotado en toda Europa por la mayoría de los aviadores de primera línea de ese momento. Entre ellos se hallaba Alfhonse Pégoud, famoso por los rizos múltiples realizados en el aeródromo de Hendon durante los años 1913 y 1914. Al finalizar 1913, Blériot había entregado 800 de los 1294 aviones de todos los tipos que se habían construido en Francia ese año. 

### Historial militar
La primera utilización militar de un Blériot XI estuvo a cargo de unidades italianas que combatieron contra los turcos cuando Italia atacó las provincias otomanas de Tripolitania y Cirenaica , que juntas constituyen la Libia actual, en la llamada Guerra ítalo-turca durante los años 1911 y 1912.
Cuando en julio de 1914 Francia se movilizó para la guerra, la Aéronautique Militaire tenía a su cargo 25 Blériot XI. Dos escadrilles de cavalerie estaban equipadas con versiones monoplazas, mientras que otras cuatro escadrilles estaban dotadas de Blériot XI-2 biplaza, provistos de motores Gnôme de 70 cv y mayor superficie alar. El Blériot XI-2 podía ir armado con granadas o flechettes (pequeños dardos).
Antes de comenzar la I Guerra Mundial, el Royal Flying Corps y el Royal Naval Air Service británicos habían recibido cierto número de Blériot, y cuando estalló el conflicto cinco escuadrones del Royal Flying Corps tenían en el Blériot XI su elemento fundamental. Además de importar aparatos de Francia, Gran Bretaña e Italia habían construido bajo licencia 104 y 70 ejemplares respectivamente.
El Blériot XI BG, o Blériot-Gouin, variante biplaza con ala en parasol, fue desarrollado para obtener mayor visibilidad en misiones de reconocimiento y de observación de artillería. En las primeras etapas de la I Guerra Mundial, tres escadrilles francesas y ciertas unidades británicas enviadas a Francia utilizaron estos aviones. Otras variantes militares del Blériot XI fueron el Blériot XI-3, un triplaza con motor de 120 cv; el Blériot XI E1, monoplaza de entrenamiento; el Blériot XI-2bis, biplaza en tándem con una cola que recordaba los diseños alemanes Taube; y el Blériot XI R1 Pingouin, "rouleur" o avión de entrenamiento en tierra, con alas recortadas, que fue ampliamente utilizado en Francia por unidades francesas y norteamericanas; a éstos se les hacía incapaces de despegar quitando gran parte del revestimiento del ala.
A principios de 1915, la mayoría de los Blériot había sido retirada del servicio operativo y redistribuida entre las escuelas de vuelo. Un ejemplar fue puesto en condiciones de vuelo a comienzos de la década de los treinta y se lo utilizó para las exhibiciones de vuelo de la "Escadrille Blériot".

## Ejemplares preservados
El Museo de Aeronáutica y Astronáutica de España (Museo del Aire), en Cuatro Vientos (Madrid), tiene expuesto un ejemplar: el Vilanova-Acedo. Un año tras la hazaña del cruce del Canal, un Blériot XI propiedad de S. García Cames, aviador vocacional aunque sin licencia, pasó a manos de Juan Vilanova en virtud de las deudas contraídas por el primero con la empresa de calderería valenciana Vilanova Hermanos. Juan Vilanova reconstruyó el maltrecho aeroplano con la ayuda del ingeniero industrial Luis Acedo. El aeroplano reconstruido fue presentado en la Exhibición Nacional y Regional Valenciana, volando más de dos veces posteriormente desde la playa de la Malvarrosa, en Valencia. Cuando los hermanos Vilanova abandonaron el proyecto de fabricar aviones en serie, colgaron el ejemplar existente en el techo de sus talleres. El Museo del Aire adquirió este histórico aparato, que se encuentra en su exposición desde 1968.
Además, en El museo aeronáutico de Morón (Buenos Aires, Argentina), se encuentra un ejemplar totalmente restaurado en dicho país.

## Características
Referencia datos: Web oficial Ejército del Aire

### Características generales
- Tripulación: 1
- Longitud: 7,85 m
- Envergadura: 9,90 m
- Altura: 2,60 m
- Peso cargado: 315 kg
- Planta motriz: 1× semiradial fijo, de 3 cilindros refrigerados por aire. Anzani.
  - Potencia: 25 CV

### Rendimiento
- Velocidad nunca excedida (Vne): 65 km/h

### Listas relacionadas
- Anexo:Aeronaves históricas del Ejército del Aire de España